# William Pleeth
William Pleeth (* 12. Januar 1916 in London; † 6. April 1999) war ein britischer Cellist und bedeutender Cellolehrer. Bekannt war er vor allem als Lehrer von Jacqueline du Pré.

## Leben
Pleeth wurde in London als Sohn einer jüdischen Immigrantenfamilie aus Polen geboren. Er zeigte sein Talent als Cellist bereits im Alter von 7 Jahren. Schon als er 15 Jahre alt war, hatte er bereits alle Bach-Suiten, alle Capricci von Alfredo Piatti und 32 Solokonzerte gelernt, von denen er 24 auswendig spielen konnte. Zuerst studierte er an der London Cello School und anschließend in Leipzig bei Julius Klengel, der auch Emanuel Feuermann und Gregor Piatigorsky unterrichtete.
Pleeth trat als Solist mit Orchesterbegleitung auf, bevorzugte aber Kammermusik. 1952 gründete er das „Allegri Quartet“.
Von 1948 bis 1978 lehrte Pleeth als Professor an der Guildhall School of Musik in London und war zudem ab 1977 Gastprofessor an der Yehudi Menuhin School. Zu seinen Schülern gehören Kristin von der Goltz, Sebastian Hamann, Sebastian Hess, Jacqueline du Pré, Shauna Rolston, Martin Rummel, Susanne Beer und Michael Sanderling sowie Anita Lasker-Wallfisch.
Sein Sohn Anthony Pleeth spielt ebenfalls Violoncello.

## Diskografie
- A Life In Music Vol 4 - Beethoven, Sonata for Cello and Piano No. 4 in C major, Op. 102 No. 1
- A Life In Music Vol 7 - Beethoven, Sonata for Cello and Piano No. 3 in A major, Op. 69.
- Wolfgang Amadeus Mozart: Sinfonia concertante for Violin and Viola in E flat major, K 364 (320d)
- Franz Schubert: Quintet for Strings in C major, Op. 163/D 956

## Werke
- William Pleeth: Cello (Yehudi Menuhin Music Guides); Kahn & Averill Publishers; ISBN 978-1-871082-38-8